# Frances Perkins National Monument

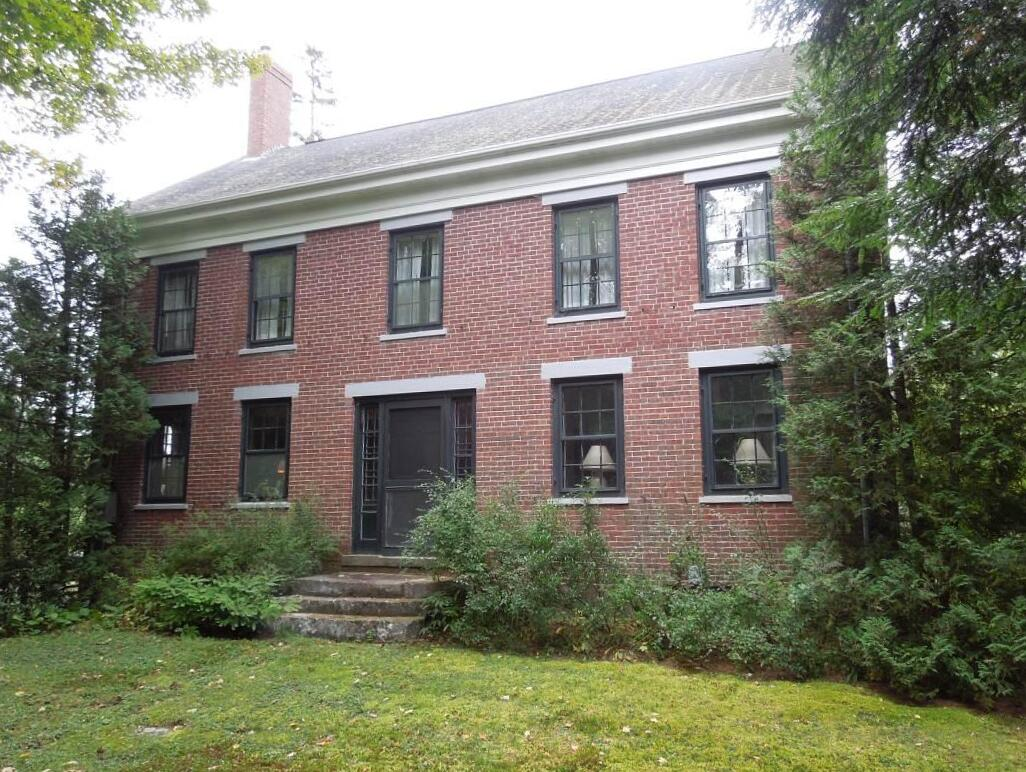
Brick House Perkins Wohnhaus

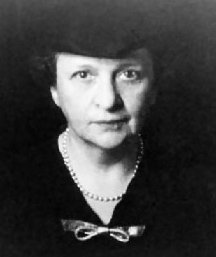
Frances Perkins

Das Frances Perkins National Monument ist ein US-amerikanisches National Monument in Newcastle in Maine. Es wurde durch Präsident Joe Biden durch eine Presidential Proclamation am 16. Dezember 2024 mit einer Flächengröße von 57 Acres dem Gelände des historischen Brick House ausgewiesen. Hier lebte Frances Perkins (1880–1965) sowohl als Kind als auch in ihren späteren Jahren. Frances Perkins war eine US-amerikanische Politikerin der Demokratischen Partei. Sie wurde von Franklin D. Roosevelt zum ersten weiblichen Minister der Vereinigten Staaten ernannt. Sie war zwischen 4. März 1933 und 30. Juni 1945 vierter Chef und erste Leiterin des Arbeitsministeriums der Vereinigten Staaten. Sie war nicht nur die erste Frau, die dieses Amt bekleidete, gleichzeitig ist sie die Person, die das Arbeitsministerium am längsten leitete. Sie ist Autorin einiger Bücher. Das National Monument wird vom National Park Service verwaltet.
Zum historischen Gehöft mit 23 Hektar Flächengröße gehört ein Backsteinhaus aus dem Jahr 1837. Das Gehöft wurde 2009 als Brick House Historic District in das National Register of Historic Places aufgenommen und 2014 National Historic Landmark.